# Astragalus sanguineus
Astragalus sanguineus är en ärtväxtart som beskrevs av Per Axel Rydberg. Astragalus sanguineus ingår i släktet vedlar, och familjen ärtväxter. Inga underarter finns listade i Catalogue of Life.